# Гёршен
Гёршен (нем. Görschen) — деревня в Германии, в земле Саксония-Анхальт, входит в район Бургенланд в составе коммуны Мертендорф.
Население составляет 527 человек (на 2025 год). Занимает площадь 9,36 км².

## История
Первое упоминание о поселении относится к 998 году.
До 31 декабря 2009 года, Гёршен образовывал собственную коммуны, куда также входили деревни: Дройцен, Ратхевиц (нем. Rathewitz) и Шайплиц (нем. Scheiplitz).
1 января 2010 года, после проведённых реформ, Гёршен и другие деревни вошли в состав коммуны Мертендорф.

## Инфраструктура
Федеральная трасса 180 (Бундесштрассе 180), соединяющая Наумбург (Зале) и Цайц, огибает Гёршен по дуге.

## Галерея

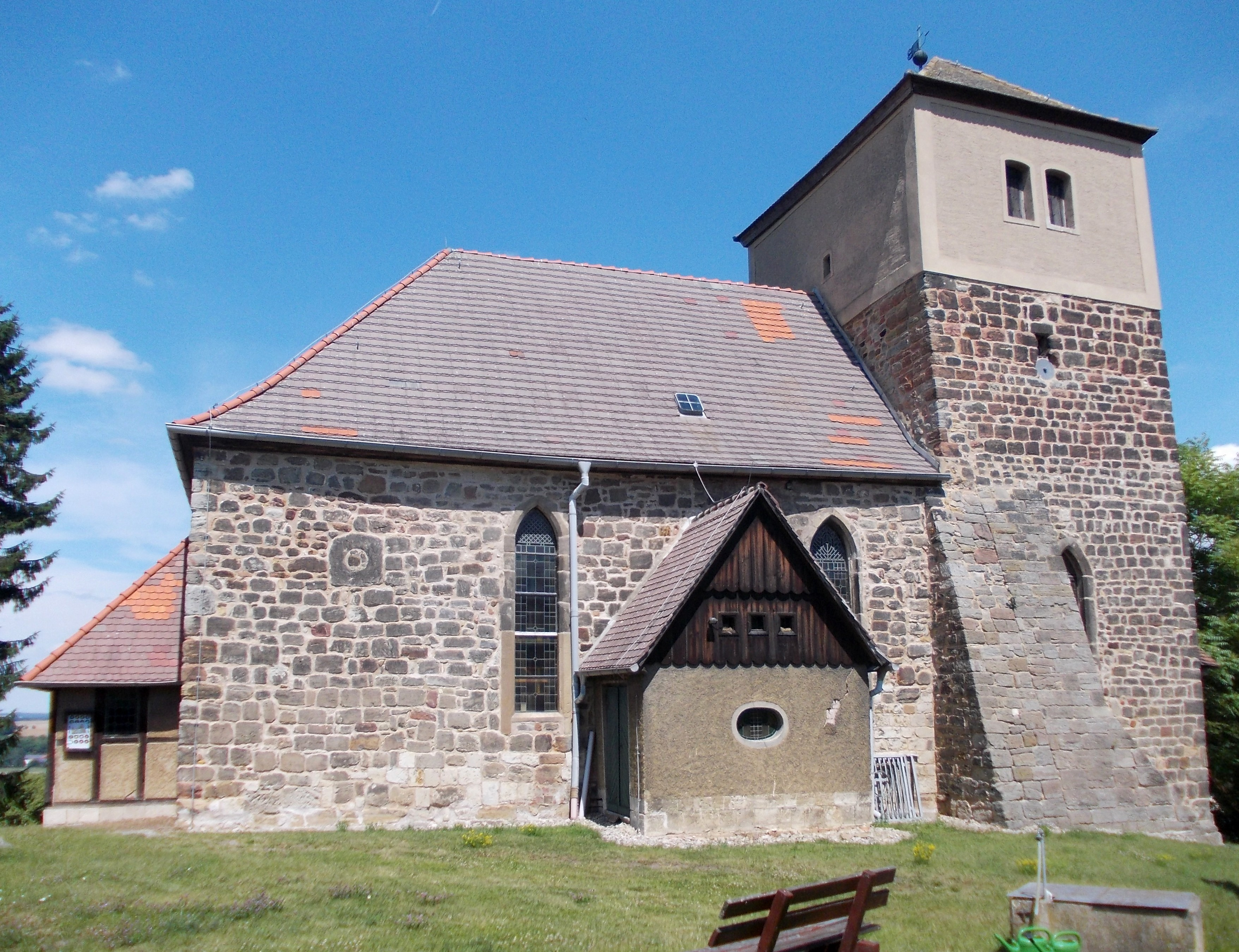
Церковь в Гёршене
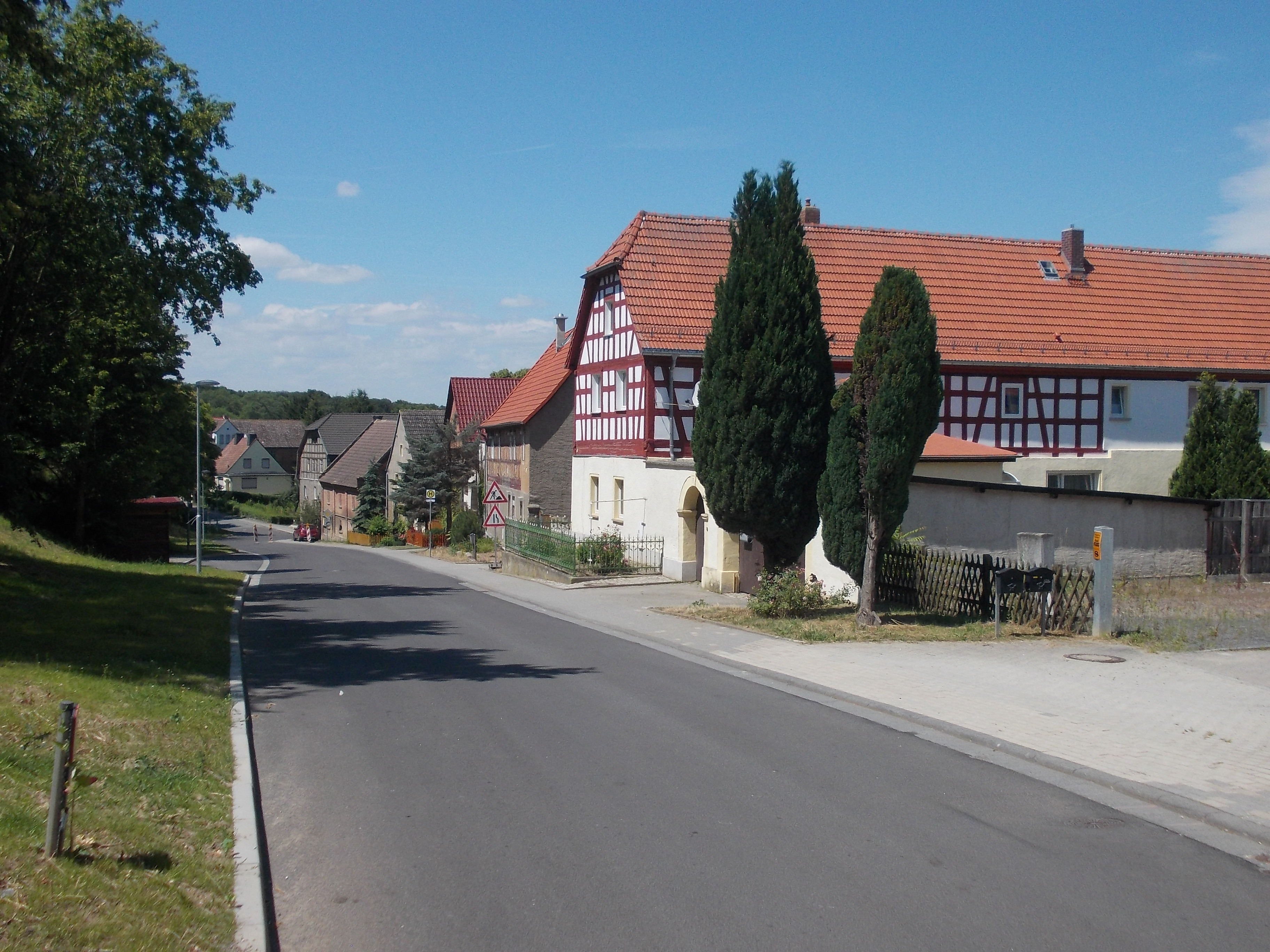
Центральная улица